# Ле-Кла
Ле-Кла (фр. Le Clat) — коммуна во Франции, находится в регионе Лангедок — Руссильон. Департамент коммуны — Од. Входит в состав кантона Акса. Округ коммуны — Лиму.
Код INSEE коммуны — 11093.

## Население
Население коммуны на 2008 год составляло 36 человек.
| 1962 | 1968 | 1975 | 1982 | 1990 | 1999 | 2008 |
| ---- | ---- | ---- | ---- | ---- | ---- | ---- |
| 51   | 66   | 50   | 46   | 43   | 33   | 36   |

## Экономика
В 2007 году среди 16 человек в трудоспособном возрасте (15—64 лет) 9 были экономически активными, 7 — неактивными (показатель активности — 56,3 %, в 1999 году было 58,8 %). Из 9 активных работали 9 человек (3 мужчин и 6 женщин), безработных не было. Среди 7 неактивных все были пенсионерами.